# Campionati europei di bob 1990
I Campionati europei di bob 1990, ventiquattresima edizione della manifestazione organizzata dalla Federazione Internazionale di Bob e Skeleton, si sono disputati dal 22 al 28 gennaio 1990 a Igls, in Austria, sulla Kunsteisbahn Bob-Rodel Igls, il tracciato sul quale si svolsero le competizioni del bob e dello slittino ai Giochi di Innsbruck 1976 e le rassegne continentali del 1978, del 1981, del 1984 e del 1986. Nella località tirolese si erano tuttavia già tenute le gare di slittino e di bob ai Giochi di Innsbruck 1964 e le manifestazioni europee del 1967 (in entrambe le specialità maschili) e del 1971 (solo nel bob a quattro) ma sul vecchio tracciato non più utilizzato dal 1973, allorché venne costruita la pista odierna. Igls ha quindi ospitato le competizioni continentali per la sesta volta nel bob a due uomini e per la settima nel bob a quattro.

## Risultati

### Bob a due uomini
La gara si è svolta il 23 e il 24 gennaio 1990 nell'arco di quattro manches ed hanno preso parte alla competizione 62 compagini in rappresentanza di 25 differenti nazioni, numero che rappresenta tuttora il record di partecipanti a una rassegna continentale.
| Pos. | Atleti                         | Nazione            | Tempo   | Distacco |
| ---- | ------------------------------ | ------------------ | ------- | -------- |
|      | Gustav Weder Curdin Morell     | Svizzera-1         | 3:33.33 |          |
|      | Zintis Ėkmanis Juris Tone      | Unione Sovietica-2 | 3:34.21 | +0.88    |
|      | Māris Poikāns Andrej Gorokhov  | Unione Sovietica-1 | 3:34.52 | +1.19    |
| 4    | Rudi Lochner Markus Zimmermann | Germania Ovest-1   | 3:34.68 | +1.35    |
| 5    | Ulrich Höfke Ulf Behrendt      | Germania Est-2     | 3:34.98 | +1.65    |
| 6    | Dirk Wiese Olaf Hampel         | Germania Ovest-2   | 3:35.21 | +1.88    |
| ...  | ...                            | ...                | ...     | ...      |

### Bob a quattro
La gara si è svolta il 27 e il 28 gennaio 1990 nell'arco di quattro manches ed hanno preso parte alla competizione 29 compagini.
| Pos. | Atleti                                                      | Nazione          | Tempo   | Distacco |
| ---- | ----------------------------------------------------------- | ---------------- | ------- | -------- |
|      | Peter Kienast Thomas Schroll Martin Riedl Hans Lindner      | Austria-1        | 3:30.59 |          |
|      | Ingo Appelt Gerhard Redl Jürgen Mandl Harald Winkler        | Austria-2        | 3:31.06 | +0.47    |
|      | Gustav Weder Bruno Gerber Lorenz Schindelholz Curdin Morell | Svizzera-1       | 3:31.07 | +0.48    |
| 4    | Dirk Wiese Thorsten Wölm Oliver Rogge Olaf Hampel           | Germania Ovest-1 | 3:31.62 | +1.03    |
| 5    | Dietmar Falkenberg Raik Iffarth Ludwig Gautsch Schulz       | Germania Est-1   | 3:31.87 | +1.28    |
| 6    | Rudi Lochner Matthias Zieschang Uwe Höring Christoph Langen | Germania Ovest-3 | 3:32.41 | +1.82    |
| ...  | ...                                                         | ...              | ...     | ...      |

## Medagliere
| Pos.   | Paese            | Oro | Argento | Bronzo | Totale |
| ------ | ---------------- | --- | ------- | ------ | ------ |
| 1      | Austria          | 1   | 1       | 0      | 2      |
| 2      | Svizzera         | 1   | 0       | 1      | 2      |
| 3      | Unione Sovietica | 0   | 1       | 1      | 2      |
| Totale | Totale           | 2   | 2       | 2      | 6      |